# Selenoil fluorid
Selenoil fluorid (selenoil difluorid, selenijum oksifluorid, selenijum dioksidifluorid) je hemijsko jedinjenje sa formulom .

## Struktura
Oblik molekula je iskrivljen tetraedar sa O-Se-O uglom od 126.2°, O-Se-F od 108.0° i F-Se-F od 94.1°. Dužina Se-F veze je 1.685 Å, a selen - kiseonik veza je 1.575 Å duga.

## Formiranje
Selenoil fluorid se može formirati dejstvom vruće fluorosumporne kiseline na barijum selenat, ili selenovu kiselinu.  mogu da formiraju taj gas zajedno sa drugim oksifluoridima.

## Reakcije
Selenoil fluorid reaguje sa ksenon difluoridom dajući FXeOSeF5.